# Snatched (2017)
Snatched is een Amerikaanse komische actiefilm uit 2017 van Jonathan Levine met in de hoofdrollen onder meer Amy Schumer en Goldie Hawn. Dit is Hawns eerste film sinds The Banger Sisters uit 2002.

## Verhaal
Als Emily Middleton (Amy Schumer) door haar vriend gedumpt wordt, besluit ze haar moeder Linda (Goldie Hawn) mee te vragen op de vakantie naar Ecuador die ze al had geboekt. Daar worden moeder en dochter ontvoerd.

## Rolverdeling
- Amy Schumer als Emily Middleton
- Goldie Hawn als Linda Middleton, Emily's moeder
- Christopher Meloni als Roger Simmons
- Ike Barinholtz als Jeffrey Middleton, Emily's broer
- Joan Cusack als Barb
- Wanda Sykes als Ruth
- Óscar Jaenada als Morgado
- Randall Park als Michael
- Tom Bateman als James
- Katie Dippold als winkelier